# St. Matthäus (Hasenbergl)

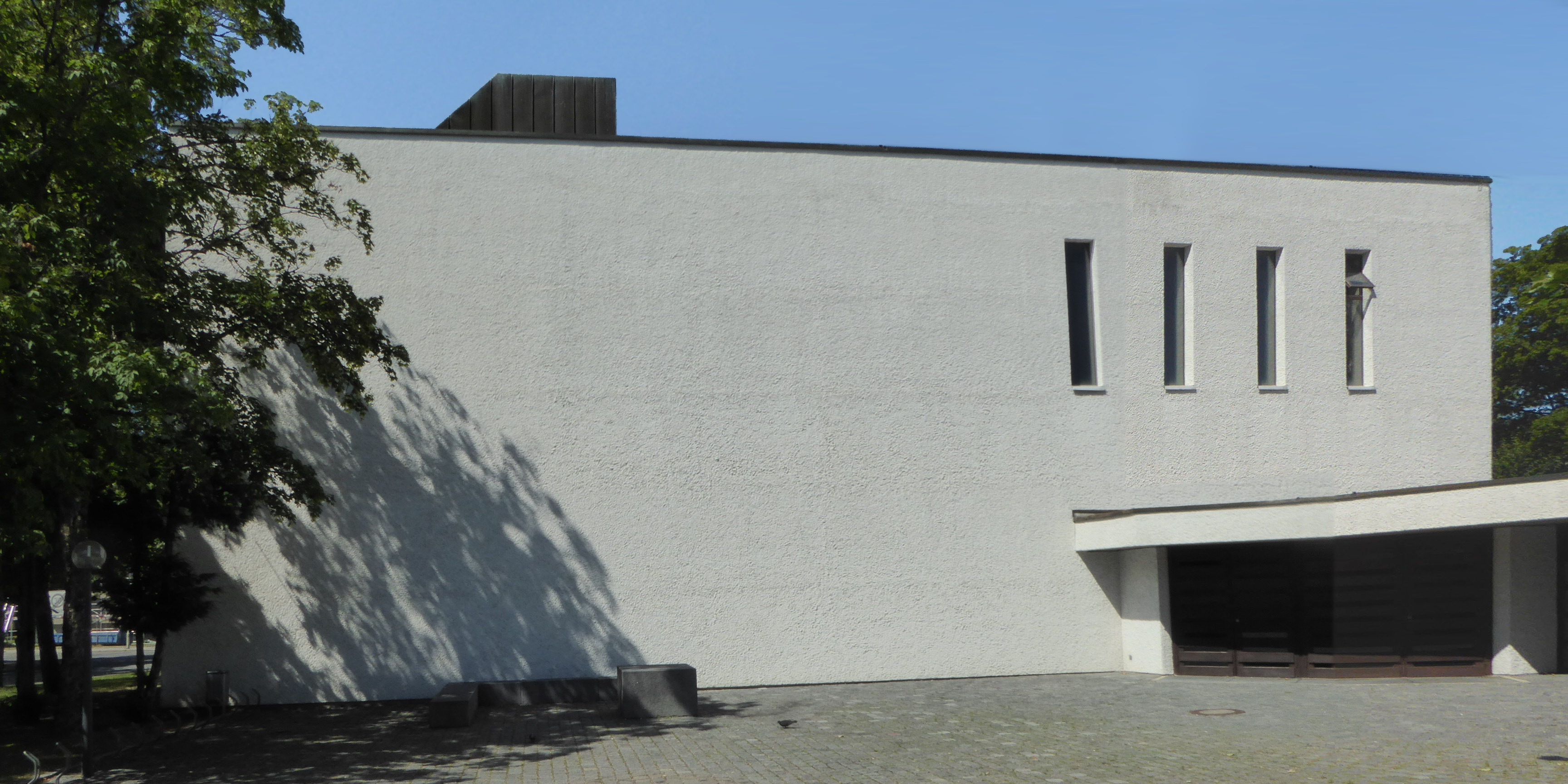
St. Matthäus, Südseite

St. Matthäus ist eine römisch-katholische Pfarrkirche im Münchner Stadtteil Hasenbergl-Süd, Eduard-Spranger-Straße 48. Seit ihrer Gründung bis 2006 war sie eine Ordenspfarrei der Oblaten des hl. Franz von Sales.

## Geschichte
1966 wurde der Ordensangehörige Pater Norbert Staab mit dem Aufbau einer Pfarrei in der neu errichteten Wohnsiedlung Hasenbergl-Süd, die seit 1965 gebaut wurde, beauftragt. Zunächst wurden die Gottesdienste in einer Behelfskirche abgehalten, da Kindergarten, Pfarrhaus und Pfarrheim vorrangig gebaut werden sollten. Der Entwurf für die gesamte Anlage stammt vom Münchner Architekten Sepp Pogadl. 
Die 1972 fertiggestellte Kirche ist ein Flachbau ohne Turm. Die Glocken befinden sich im Anbau. Die quadratische Saalkirche mit Holzdecke ist nach den Vorstellungen des Zweiten Vatikanischen Konzils einfach gehalten. Die Gläubigen versammeln sich von drei Seiten um den Altar, der wie der Ambo aus Sichtbeton gestaltet wurde. Auch die kleine Werktagskirche ist einfach gehalten. Die Wände sind rauverputzt, weiß gestrichen und ohne Zierrat. Die Orgel befindet sich an der Rückwand.
Geweiht wurde die Kirche am 4. Juni 1972 durch Kardinal Julius Döpfner. Bereits 1968 wurde die Kuratie St. Matthäus zur Stadtpfarrei erhoben.